# Liste der Mitglieder der American Academy of Arts and Sciences/1898
Im Jahr 1898 wählte die American Academy of Arts and Sciences 13 Personen zu ihren Mitgliedern.

## Neugewählte Mitglieder
- Ferdinand Brunetière (1849–1906)
- Douglas Houghton Campbell (1859–1953)
- John Merle Coulter (1851–1928)
- George Howard Darwin (1845–1912)
- George Edward Davenport (1833–1907)
- Albert Heim (1849–1937)
- John George Jack (1861–1949)
- George Lyman Kittredge (1860–1941)
- Francis Cabot Lowell (1855–1911)
- Elias Metchnikoff (1845–1916)
- Friedrich Daniel von Recklinghausen (1833–1910)
- James Ford Rhodes (1848–1927)
- Robert DeCourcy Ward (1867–1931)